# Свято-Николаевский собор (Карловац)
Свято-Николаевский собор (сербохорв. Саборна црква Светог оца Николаја/Saborna crkva oca Nikolaja) — кафедральный собор Горнокарловацкой епархии Сербской православной церкви, расположенный в городе Карловац в Хорватии.

## История

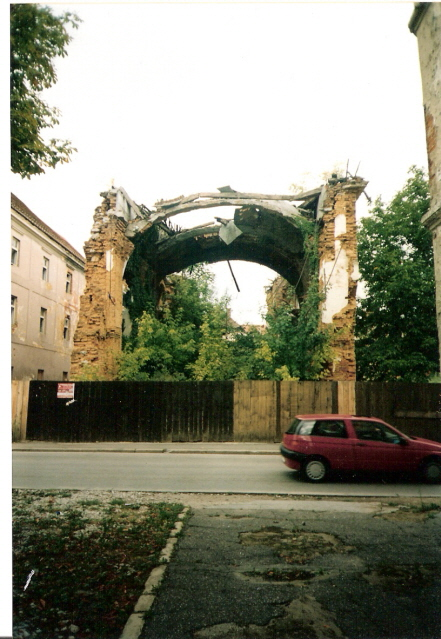
Руины церкви. 2005 год

В 1781 году была приобретена земля для постройки новой церкви. 3 января 1875 года австро-венгерские власти дали разрешение на постройку храма. 28 апреля 1785 епископ Горнокарловацкий Иоанн (Йованович) освятил закладной камень будущей церкви. Строительные работы были завершены в 1787 году. 13 марта 1803 года храм был освящён епископом Горнокарловацким Петром.
В годы Второй мировой войны хорватские власти превратили здание храма в склад. После войны храм был восстановлен.
В ночь с 28 на 29 декабря 1991 года церковь была взорвана, вследствие чего она была сильно повреждён. 19 июня 1993 года из-за ослабления конструкции рухнула колокольня и крыша храма.
Храм был полностью восстановлен в 2007 году. На православное Рождество 2012 года собор посетил президент Хорватии Иво Йосипович. В ночь с 14 на 15 февраля 2015 года, в праздник Сретения Господня, неизвестные злоумышленники проникли в церковь и устроили в ней погром.